# 日本寄居蟹
日本寄居蟹（学名：Pagurus nipponensis）为寄居蟹科寄居蟹屬下的一个种。